# Kleeulmen

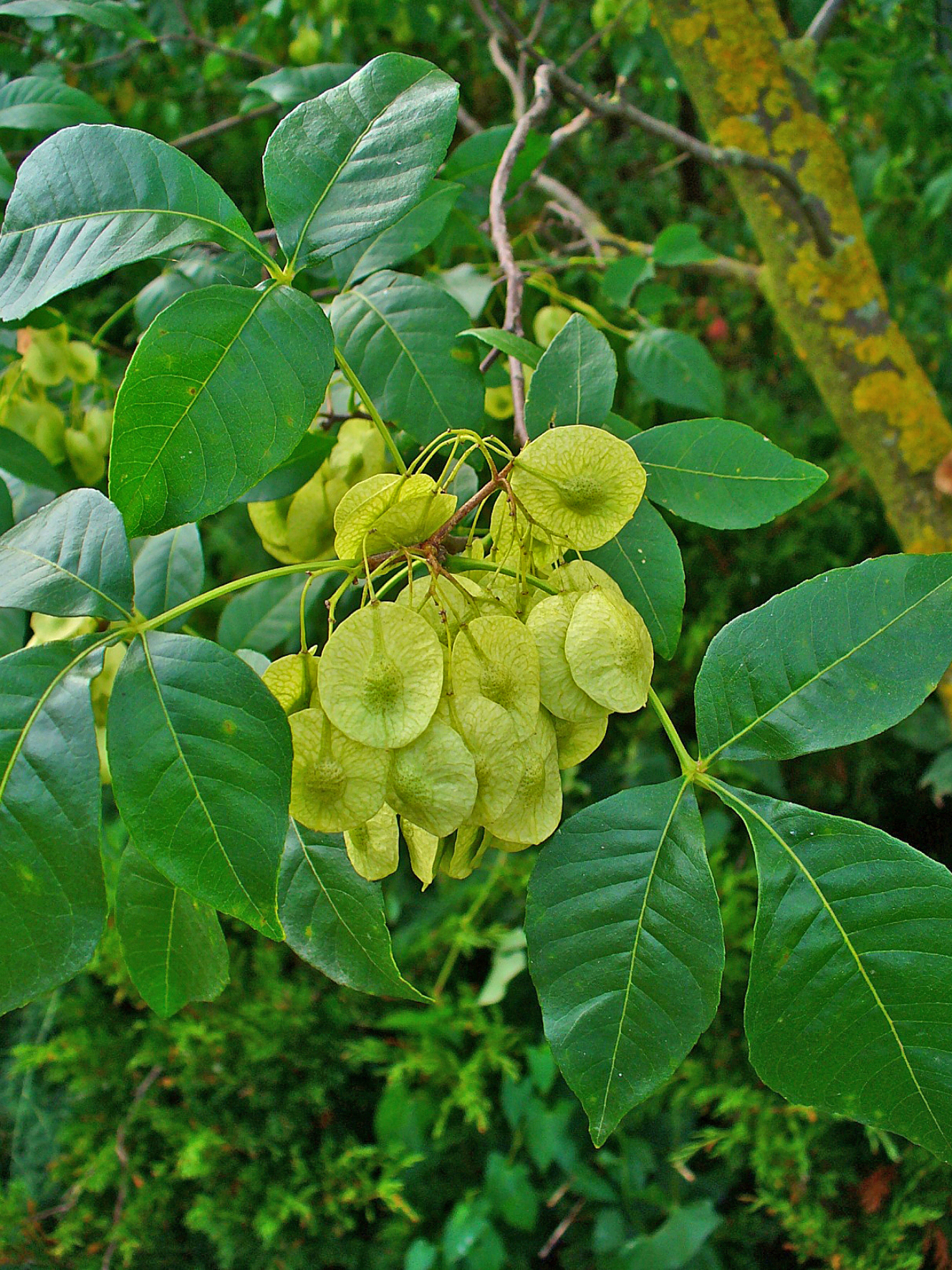
Blätter und Früchte von Ptelea trifoliata

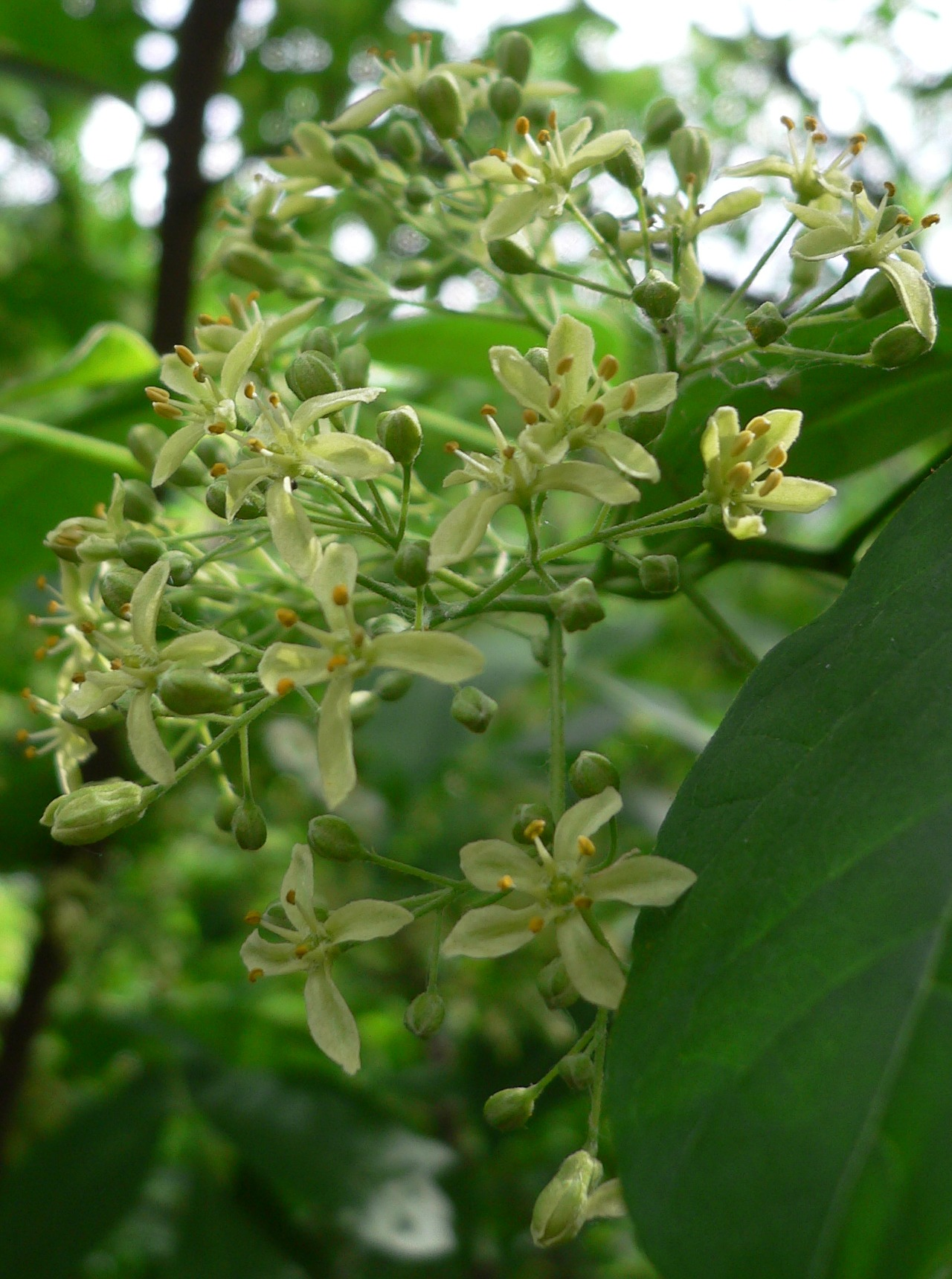
Blüten von Ptelea trifoliata

Die Kleeulmen oder Ledersträucher (Ptelea) sind eine Gattung von Sträuchern und Bäumen aus der Familie der Rautengewächse (Rutaceae).

## Beschreibung
Die Kleeulmen sind sommergrüne, aromatisch duftende Sträucher oder Bäume mit bitter schmeckender Rinde und kahlen, dunkel rotbraunen Zweigen. Die Knospen werden etwa 1 Millimeter breit. Sie sind silbrig behaart und eingesenkt. Die Blattnarben zeigen drei Gefäßbündelspuren. Endknospen fehlen. Die Blätter stehen wechselständig. Sie sind gestielt und meist dreizählig. Die Blättchen sind ganzrandig oder schwach gezähnt. Sie sind durchscheinend punktiert. Die Blätter färben sich im Herbst goldgelb. Sie enthalten Öldrüsen, wodurch die Blätter beim Zerreiben aromatisch duften. Kleeulmen sind polygam. Die Blüten sind grünlich weiß, klein und unscheinbar. Sie stehen in endständigen Rispen an kurzen Seitenzweigen. Der Kelch ist kurz und zeigt vier bis fünf überlappende Zipfel. Die vier bis fünf sich ebenfalls überlappenden Kronblätter sind deutlich länger als die Kelchblätter. Die vier bis fünf Staubblätter sind kürzer als die Kronblätter. Der Fruchtknoten ist zweifächrig, der Griffel kurz. Als Früchte werden stark abgeflachte mehr oder weniger runde 2 bis 2,5 Zentimeter breite, breit geflügelte, zweisamige Nüsse gebildet.

## Verbreitung
Das Verbreitungsgebiet der Gattung erstreckt sich über Nordamerika und Mexiko. In Europa wird Ptelea trifoliata kultiviert, in Teilen Ozeaniens wurde die Art eingebürgert. Die Vertreter der Gattung bevorzugen schattige Lagen auf feuchten, durchlässigen Böden.

## Systematik
Die Gattung der Kleeulmen (Ptelea) wird in der Familie der Rautengewächse (Rutaceae) der Unterfamilie Toddalioideae zugeordnet. Der Name Ptelea wurde der Gattung von Linné gegeben und leitet sich vom Griechischen Ptelea für die Feldulme ab. Der Grund für die Namenswahl sind die ulmenähnlichen Früchte der Gattung.
Den Kleeulmen werden zehn bis elf Arten zugeordnet, darunter:
- Ptelea aptera Parry: Sie kommt im nördlichen Mexiko vor.[5]
- Ptelea crenulata Greene: Sie kommt in Kalifornien vor.[5]
- Ptelea trifoliata L.: Sie kommt in fünf Unterarten in Kanada, in den Vereinigten Staaten und in Mexiko vor.[5]

## Verwendung
Arten der Gattung werden als Gruppen- oder Heckensträucher gepflanzt. Die stark duftenden Früchte von Ptelea trifoliata wurden auch als Hopfenersatz verwendet.